# Station Lancey
Station Lancey is een spoorwegstation in de Franse gemeente Villard-Bonnot.